# Шател Морон
Шател Морон (фр. Châtel-Moron) насеље је и општина у источном делу централне Француске у региону Бургоња, у департману Саона и Лоара која припада префектури Шалон сир Саон.
По подацима из 2011. године у општини је живело 87 становника, а густина насељености је износила 13,3 становника/km². Општина се простире на површини од 6,54 km². Налази се на средњој надморској висини од 504 метара (максималној 497 m, а минималној 294 m).

## Демографија
| 1962. | 1968. | 1975. | 1982. | 1990. | 1999. | 2011. |
| ----- | ----- | ----- | ----- | ----- | ----- | ----- |
| 60    | 78    | 66    | 49    | 64    | 59    | 87    |

График промене броја становника у току последњих година